# Али Баба
 Тази статия е за литературния герой.  За китайската компания вижте Алибаба.  
Али Баба (на арабски: علي بابا – „висок татко“; „Баба“ (بابا) на арабски и персийски означава „баща“) е главен герой в приказката „Али Баба и четиридесетте разбойници“, 270-та поред приказка от средновековния сборник с арабски приказки „Хиляда и една нощ“. Някои критици смятат, че историята е добавена към „Хиляда и една нощ“ от един от европейските преводачи, Антоан Галан, френски ориенталист от 18 век, на когото вероятно приказката е била разказана от маронитски разказвач в Халеб. Въпреки това Ричард Франсис Бъртън смята, че историята е част от оригиналния сборник „Хиляда и една нощ“.